# 대한민국부사관정책발전협의회
대한민국부사관정책발전협의회(大韓民國副士官政策發展協議會, 영어: Korea Non-Commissioned Officer Policy Development Association)은 2023년 5월 24일에 설립된 대한민국의 부사관 협의회이다.

## 설립
2023년 5월 23일 창립총회에서 발기인 및 상임이사회의 만장일치로 윤성열 의장이 초대의장으로 추대되었으며, 2023년 5월 24일 정식으로 대한민국부사관정책발전협의회를 출범했다.
협의회는 부사관 제도와 관련된 우수 인력 획득 및 확충 정책의 연구와 조사, 부사관 준비생 및 예비역에 대한 교육 지원, 사회취약계층의 사회공헌 봉사활동을 바탕으로 국가안보와 국방 발전에 기여함을 목적으로 설립되었다.

## 회원 구성
임원 및 회원은 육군, 해군, 공군, 해병대, 특전사 예비역 장교 및 부사관으로 구성되었으며, 부사관 발전에 기여할 수 있는 전문성과 역량을 가지고 있다면 ‘병(兵)’ 출신이라도 입회할 수 있다. 단, 병(兵) 출신의 경우 상임이사회를 통해, 전문성과 역량을 검증 받은 후 승인을 통해 입회해야 한다.
군(軍) 간부 출신이 아니거나, 병역을 이행하지 않은 사람도 입회할 수는 있으나, 국가안보·국방 및 부사관 제도 또는 유사 전문성이나 역량을 가진 경우로 제한하며, 마찬가지로 상임이사회를 통해, 검증을 받은 후 승인을 통해 입회가 가능하다.